# Akaimia
Akaimia är ett släkte av numera utdöda wobbegongartade hajar. Fossil hittades i Ogrodzieniec, i närheten av Zawiercie, i södra Polen. Akaimia levde under yngre jura (Callovian eller Oxfordian epoken). Den hittills enda kända arten namngavs av Jan Rees 2010 och det vetenskapligt namnet är Akaimia altucuspis.